# Loui Sand
Loui Sand (nascido em 27 de dezembro de 1992) é um handebolista sueco.

## Carreira
Atua como ala esquerda e joga pelo clube IK Sävehof.
Foi medalha de bronze no Campeonato Europeu de Handebol Feminino de 2014, realizado na Croácia e na Hungria.

### Rio 2016
Integrou a seleção sueca feminina que terminou na sétima colocação no handebol dos Jogos Olímpicos de Verão de 2016, realizados no Rio de Janeiro, Brasil.

## Conquistas
- Trofeul Carpati: 
  - Campeã: 2015